# María Emilia Islas Gatti
María Emilia Islas Gatti (Montevideo, 18 de abril de 1953 - desaparecida el 27 de septiembre de 1976) fue una militante política uruguaya, desaparecida en Buenos Aires en 1976 y madre de Mariana Zaffaroni.

## Biografía
Nació el 18 de abril de 1953, en el sanatorio Clínico Harvard, en la ciudad de Montevideo, Uruguay. Única hija de María Ester Gatti y Ramón Islas, María Emilia recibió el nombre de sus abuelas siguiendo la tradición familiar. Vivió sus primeros años en el barrio Cordón.
En 1965, María Emilia entró al liceo Zorrilla en donde comenzó su militancia política; luego, en 1970 ingresa a Magisterio. Su militancia comenzó en el liceo Nº 4, Zorrilla de San Martín; luego ingresó en la Federación Anarquista del Uruguay (FAU), a la Organización Popular Revolucionaria 33 Orientales (OPR 33); la Asociación de Estudiantes de Magisterio (AEM) (en Uruguay) y por último ya en Argentina en el Partido por la Victoria del Pueblo (PVP).
El 28 de noviembre de 1973 se casa con Jorge Zaffaroni, compañero de militancia. En 1974 la situación política era insostenible para ambos así que deciden partir a Buenos Aires. Primero lo hace María Emilia en la segunda semana de diciembre, con seis meses de embarazo. El 11 de enero de 1975 se le une Jorge. El 22 de marzo de 1975 a las 8:45 de la mañana nace su hija Mariana.
En 1993 luego de 16 años de búsqueda por parte de su abuela materna; Mariana Zaffaroni recupera su identidad.
Fue detenida junto a su compañero y su hija de 18 meses el 27 de septiembre de 1976 en su domicilio en Parque Chacabuco, Buenos Aires. Cuatro hombres armados la estaban esperando; ya tenían apresado a su esposo Jorge Zaffaroni dentro del apartamento. Los tres fueron llevados al centro clandestino de detención llamado Automotores Orletti.

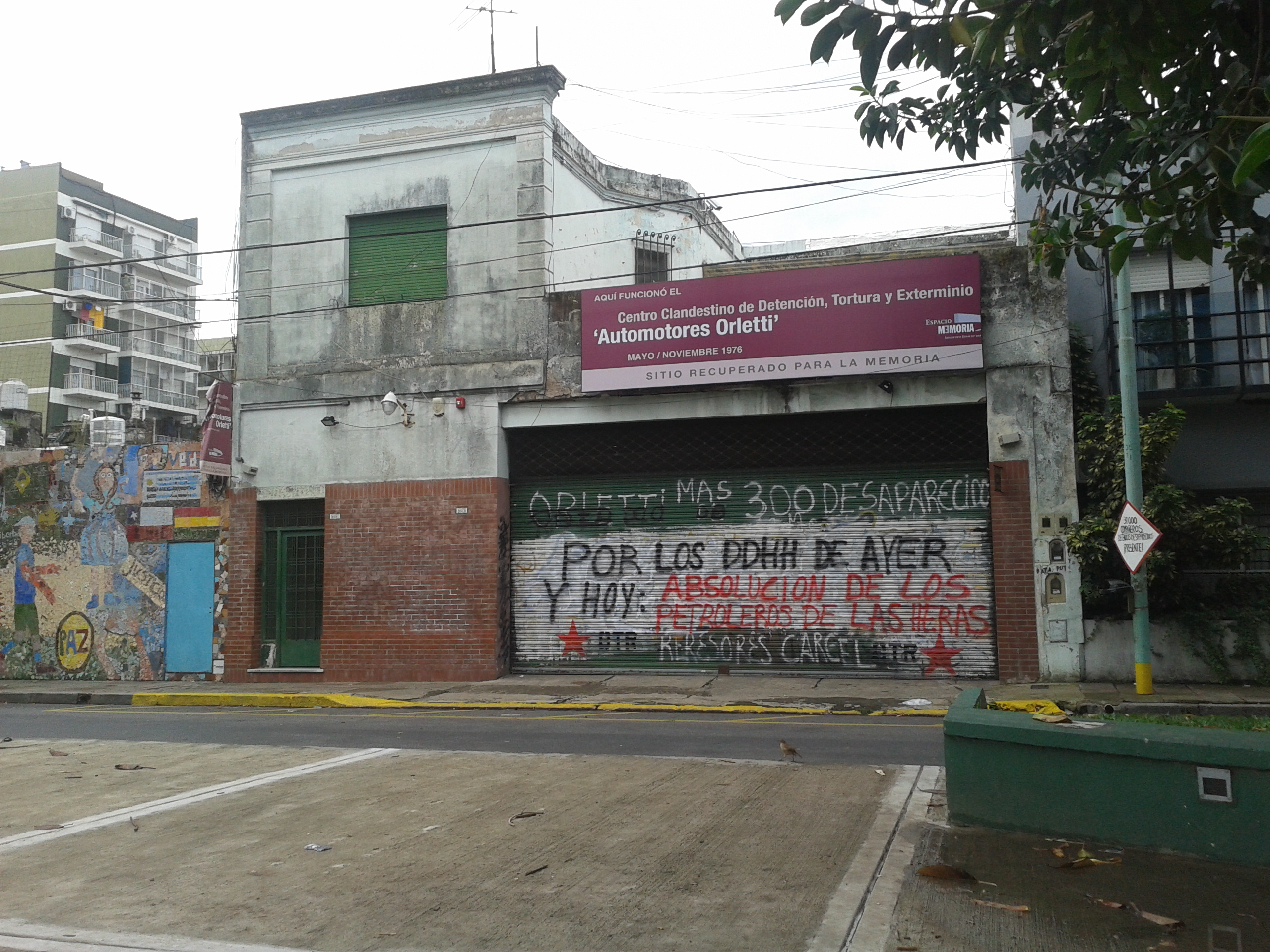
Automotores Orletti

Fue probablemente “trasladada”, con destino final desconocido, entre el 5 y el 6 de octubre de 1976.
María Emilia Islas Gatti y Jorge Zaffaroni figuran en la nómina de uruguayos desaparecidos en la República Argentina.